# Carl-Robert Holmer-Kårell
Carl-Robert Holmer-Kårell (även kallad Robban och Calle), född 5 januari 1986 i Matteus församling i Stockholm, är en svensk barnskådespelare som spelade titelrollen Adam Kieslowski i Eva & Adam.

## Biografi
Holmer-Kårell fick rollen som Adam Kieslowski i TV-serien Eva & Adam. TV-serien gick i två säsonger åren 1999–2000 och ett år senare kom långfilmen Eva & Adam – fyra födelsedagar och ett fiasko (2001) som uppföljare.
Han var också filmkritiker för ungdomsprogrammet Jupiter där han medverkade i en säsong.
Han medverkade även under Sveriges Televisions årliga julvaka år 2002. I övrigt har han medverkat i en utbildningsfilm för Coop forum.

## Filmografi
- 1999–2000 – Eva & Adam (TV-serie) (Adam)
- 2001 – Eva & Adam – fyra födelsedagar och ett fiasko (Adam)